# 奥塔维亚诺
奥塔维亚诺（義大利語：Ottaviano），是意大利坎帕尼亚地区那不勒斯省的一个（直辖）市镇。总面积19.85平方公里，人口23944人，人口密度1206.2人/平方公里（2009年）。ISTAT代码为063051。

## 地理
奥塔维亚诺毗邻以下（直辖）市镇：博斯科特雷卡塞、埃爾科拉諾、诺拉、圣真纳罗韦苏维亚诺、圣朱塞佩韦苏维亚诺、索姆马韦苏维亚纳、泰尔齐尼奥、托雷德爾格雷科和特雷卡塞。